# Lou Romano
Lou Romano (San Diego, 15 april 1972) is een Amerikaans acteur.
Hij heeft zijn stem geleend voor drie Pixar-karakters, waarvan Linguini uit de film Ratatouille het bekendste is.

## Filmografie
- The Incredibles (2004) (stem van Bernie Kropp)
- Cars (2006) (stem van Snot Rod)
- Ratatouille (2007) (stem van Linguini)
- Your Friend the Rat (2007) (stem van Linguini)
- Ratatouille (2014) (stem van Linguini in attractie)